# 775 Lumiere
775 Lumiere је астероид главног астероидног појаса са пречником од приближно 33,59 .
Афел астероида је на удаљености од 3,233 астрономских јединица (АЈ) од Сунца, а перихел на 2,784 АЈ.
Ексцентрицитет орбите износи 0,074, инклинација (нагиб) орбите у односу на раван еклиптике 9,281 степени, а орбитални период износи 1906,306 дана (5,219 година).
Апсолутна магнитуда астероида је 10,40 а геометријски албедо 0,108.
Астероид је откривен 6. јануара 1914. године.